# Rhodactis mussoides
Rhodactis mussoides är en korallart som först beskrevs av William Saville-Kent 1893.  Rhodactis mussoides ingår i släktet Rhodactis och familjen Corallimorphidae. Inga underarter finns listade i Catalogue of Life.